# 슬랩스틱 작전
슬랩스틱 작전(Operation Slapstick)은 1943년 9월 9일 타란토에서 일어난 제2차 세계 대전의 이탈리아 전역의 작전이다.
영국군은 공수부대와 해군을 동원해 타란토, 브린디시에 상륙하는 것을 목표로 했다. 이 과정에서 독일군의 소규모 저항이 있었지만 영국군은 타란토 항을 탈환했다.